# Хинц, Ванесса
Ване́сса Хинц (нем. Vanessa Hinz; род. 24 марта 1992, Мюнхен) — немецкая биатлонистка, трёхкратная чемпионка мира в эстафетах.

## Карьера
В 2013 году Ванесса Хинц приняла участие в Юниорском Чемпионате Мира в Обертиллиахе, где победила в составе немецкой эстафеты. В конце февраля 2013 года она стартовала на Чемпионате Европы в болгарском Банско. Там в женская команда Германии в составе Николь Вётцель, Франциски Пройс, Ванессы Хинц, Каролин Хорхлер победила в эстафете 4x6 км. Вскоре молодая спортсменка дебютировала в Кубке Мира по биатлону. В своей первой гонке 7 марта 2013 года в индивидуальной гонке на предолимпийской неделе в Сочи она заняла 45 место.
Первые очки в общий зачет Кубка мира Хинц получила в январе 2014 года в Антерсельве (40 место). Она отобралась на Олимпийские игры в Сочи, но вынуждена была остаться дома, так как не была упомянута в предварительной заявке Олимпийской спортивной конфедерацией Германии.

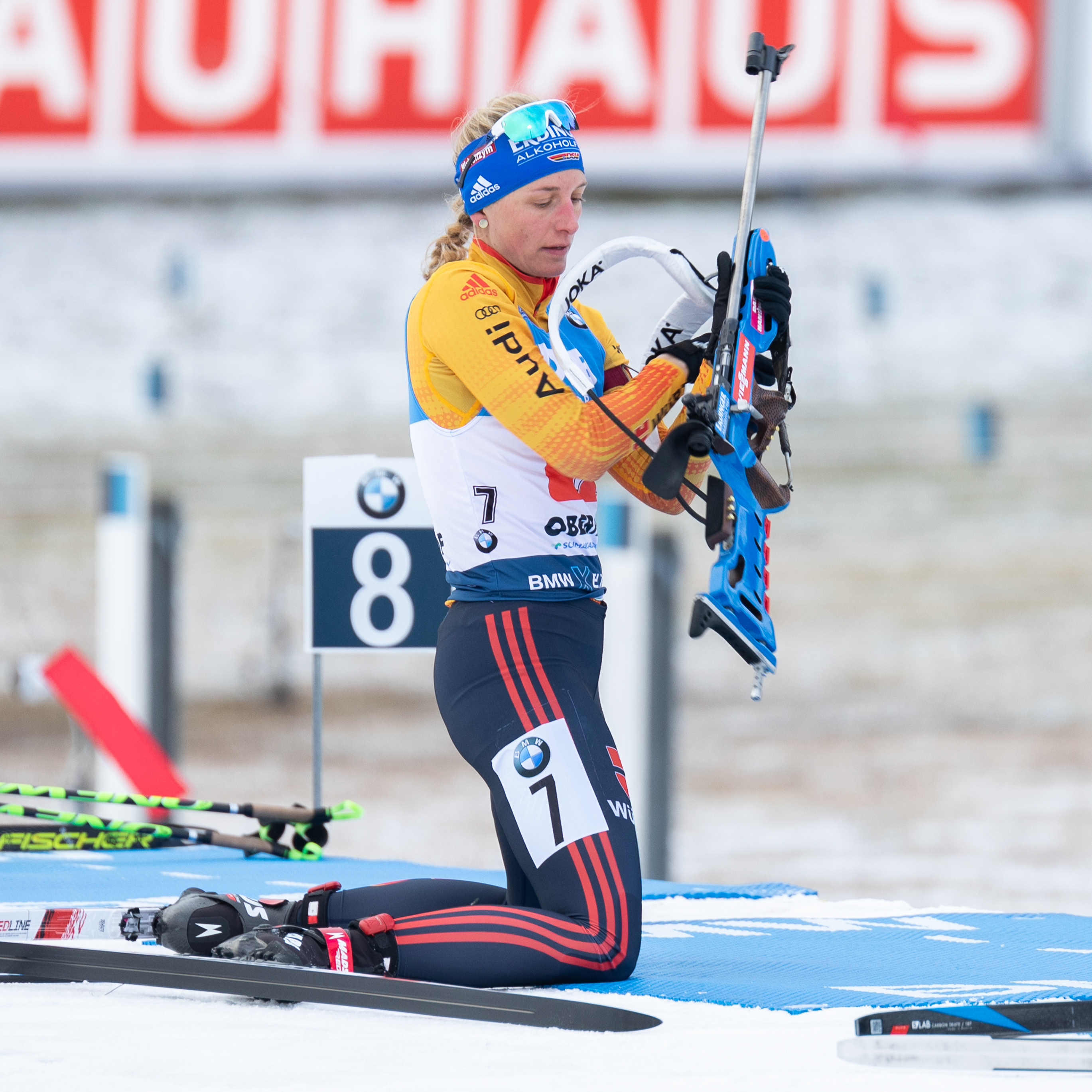
2020 год

В сезоне 2014/15 Хинц на этапе Кубка мира в Хохфильцене в составе сборной Германии победила в женской эстафете вместе с подругами по команде — Л. Куммер, Ф. Хильдебранд и Ф. Пройс, а в личной гонке (спринте) там же впервые попала в Топ-10 заняв шестое место. А на Чемпионате мира в финском Контиолахти женская сборная Германии (Ф.Хильдебранд, Ф.Пройс, В.Хинц, Л.Дальмайер) стали чемпионками мира в эстафете.
2017 год сложился для Хинц успешно. Ванесса стала двукратной чемпионкой мира в эстафетах - женской (состав: В. Хинц, М. Хаммершмидт, Ф. Хильдебранд, Л. Дальмайер) и смешанной (состав: В. Хинц, Л. Дальмайер, А. Пайффер, С. Шемпп).
В 2018 году немецкая биатлонистка впервые приняла участие в Олимпийских играх. Ванесса показала неплохие результаты, пятое место в спринтерской гонке и четвертое место в смешанной эстафете, но медаль ей завоевать не удалось. Тем не менее сезон для биатлонистки ознаменовался первой личной победой на этапе Кубка мира - это произошло 11 марта 2018 года в масс-старте в финском Контиолахти, где ой удалось опередить Лизу Витоцци и Анаис Шевалье.
На чемпионате мира 2019 года Ванесса вместе с партнерами по команде выигрывает серебряную медаль в смешанной эстафете (состав: В. Хинц, Д. Херрманн, А. Пайффер, Б. Долль).
А чемпионат мира 2020 года в Анхольце/Антерсельве принес Ванессе первую личную медаль крупнейших стартов — серебро в индивидуальной гонке, где немка проиграла победительнице и хозяйке трассы Доротее Вирер всего 2,2 сек.

## Личная жизнь
Ванесса Хинц не замужем. Семья: отец - Райнер, мать - Штефани, младшая сестра - Виктория.

## Выступления

### Участие в Олимпийских играх
| Год  | Место проведения | Инд | Спр | Пр | МС | Эст | См |
| 2018 | Пхёнчхан         | —   | 5   | 13 | 25 | —   | 4  |
| 2022 | Пекин            | 14  | 55  | 21 | 15 | 3   | —  |

### Чемпионаты мира
| Соревнование     | Индивидуальная | Спринт | Преследование | Масс-старт | Эстафета | Смешанная эстафета | Одиночная смешанная эстафета |
| ---------------- | -------------- | ------ | ------------- | ---------- | -------- | ------------------ | ---------------------------- |
| 2015 Контиолахти | 44             | 48     | 36            | —          | 1        | —                  | н/д                          |
| 2016 Осло        | 37             | 61     | —             | —          | —        | —                  | н/д                          |
| 2017 Хохфильцен  | 8              | 6      | 20            | 20         | 1        | 1                  | н/д                          |
| 2019 Эстерсунд   | 19             | 65     | —             | —          | 4        | 2                  | —                            |
| 2020 Антерсельва | 2              | 14     | 5             | 17         | 2        | —                  | —                            |
| 2021 Поклюка     | 33             | 12     | 6             | 10         | 2        | —                  | —                            |